# Škrpinjak
Škrpinjak je čer v Korčulskem otočju v Jadranskem morju, v Pelješkem kanalu, in se nahaja približno 120 metrov severno od otočka Sutvara. Pripada Hrvaški.
Površina čeri je 910 m² in se dviga 4 metre nad morje.